# 1,2-双(二苯基膦)乙烷
1,2-双(二苯基膦)乙烷（英語：1,2-Bis(diphenylphosphino)ethane）是一种属于二膦的有机化合物，在有机金属化学和配位化学中常用作双齿配体。其配合物多为螯合物，但偶尔也能形成单齿（如W(CO)5(dppe)）或桥联的配合物。

## 制备
制备dppe可通过NaPPh2的烷基化进行，而制备NaPPh2通常可从三苯基膦（P(C6H5)3）如下制备：
P(C6H5)3 + 2 Na → NaP(C6H5)2 + NaC6H5
NaP(C6H5)2
得到的有机膦钠化合物在空气中易于氧化，可继续与1,2-二氯乙烷（ClCH2CH2Cl）反应得到dppe：
2 NaP(C6H5)2 + ClCH2CH2Cl → (C6H5)2PCH2CH2P(C6H5)2 + 2 NaCl

## 反应

### 还原反应
据报道，可使用锂还原dppe得到PhHP(CH2)2PHPh。
Ph2P(CH2)2PPh2 + 4 Li → PhLiP(CH2)2PLiPh + 2 PhLi
与水dppe发生水解反应：
PhLiP(CH2)2PLiPh + 2 PhLi + 4H2O → PhHP(CH2)2PHPh + 4 LiOH + 2C6H6

### 氧化反应
使用常规氧化剂〔如过氧化氢（H2O2）或溴素（Br2）等〕处理dppe，通常得到dppeO的收率很低（如13％收率），这是由于反应的非选择性而最后得到：原料、单氧化物和双氧化物的混合产物。 使用PhCH2Br与dppe发生选择性的单氧化反应则可较高收率的得到dppeO。
Ph2P(CH2)2PPh2 + PhCH2Br → Ph2P(CH2)2PPh2(CH2Ph)+Br-
继而进行纯化得到单－鏻盐，并进行碱催化的水解反应。
Ph2P(CH2)2PPh2(CH2Ph)+Br- + NaOH + H2O → Ph2P(CH2)2P(O)Ph2

## 配位化学

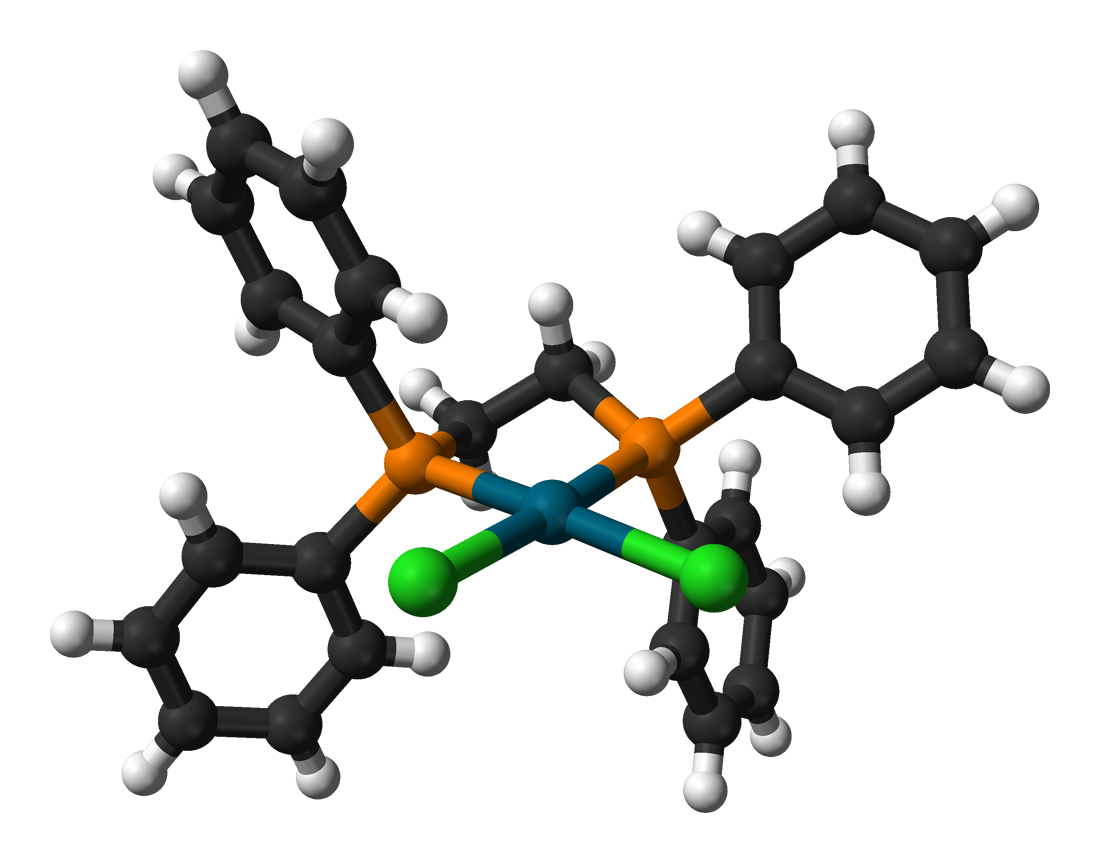
[PdCl_{2}(dppe)]的球棍模型

dppe与相关二膦配体形成的金属配合物，在各类化学反应中大多用于均相催化剂。常用的两种dppe配位络合物为：Pd(dppe)2和Ir(dppe)2。Pd(dppe)2可通过Pd(II)和NaBH4发生还原反应得到，但原位从乙酸钯(II)制备是最简便的方法。